# Isovesi
Isovesi är en sjö i kommunerna Sastamala och Kankaanpää i landskapen Birkaland och Satakunta i Finland. Sjön ligger 96,5 meter över havet. Arean är 60 hektar och strandlinjen är 5,75 kilometer lång. Sjön  ingår i Karvia å huvudavrinningsområde.   Den ligger omkring 60 km väster om Tammerfors och omkring 210 km nordväst om Helsingfors. 
I sjön finns ön Karinsaari. 